# КВТ ЦСКА (София)

## История
Клубът по водна топка на ЦСКА е основан през 1948. През годините, ЦСКА се налага като най-успелият отбор по водна топка в България.
„Армейците“ са отборът с най-много спечелени титли в България и с най-големи успехи на международната сцена.
През 1983 година, националният отбор на България, съставен почти изцяло от състезатели на ЦСКА, успява да спечели силния международен турнир за купа „Диана“. Турнирът е смятан за мини световно първенство, като в него са участвали най-силните отбори в света. От ЦСКА излиза и първият състезател в чужбина. Васил Нанов заминава за Италия през 1987 година.
През 1989 ЦСКА прави едно от най-силните си участия в турнира за Купата на Европейските шампиони. В четвъртфинална среща Армейците се изправят срещу колоса на водната топка в Европа - отборът на Младост Загреб, където драматично отстъпват на именития си противник.
През своята история ЦСКА има спечелени 39 държавни титли и е печелил купата на България 31 пъти. С много труд и тренировки, треньорите в ЦСКА са създали почти всички големи български състезатели по водна топка. Голяма част от състезателите от отбора на века на България по водна топка са излезли от школата на ЦСКА.
Най-успелият български състезател по водна топка, голмайсторът на Европа за 2011-2012 Свилен Пиралков, е бивш състезател на ЦСКА. Армейците винаги са били гръбнака на националния отбор на България по време на най-добрите класирания на Олимпиади, Световни и Европейски първенства.
Един от най-добрите вратари по водна топка на България - Делчо Вълков от ЦСКА, е избран за най-добър вратар в Европа на първенството в Тенерифе - Испания. Куриозното в случая е, че отборът се класира на 7-мо място, но вратарят Делчо Петков е обявен за № 1, което е прецедент.
Като наследник на дългогодишна традиция във водната топка, настоящето ръководство на ЦСКА се стреми да продължи и доразвива спорта водна топка на най-високо ниво в България. Целта на клуба е да се възвърне старата слава на водната топка като един от най-успешните колективни спортове в България. За постигането на тази цел, през последните години ЦСКА направи сериозни промени, назначавайки за треньори млади специалисти с доказани качества като състезатели, с нужното образование и амбиция за развитие.
Успехите на клуба са постигнати до голяма степен благодарение на безвъзмездните лични усилия и финансова помощ на състезатели и ръководство. Въпреки ограничените финансови средства, ЦСКА успява да се пребори с клубове, притежаващи мощни спонсори.
В последното десетилетие ЦСКА на два пъти прави серия от две поредни титли. Армейците са шампиони през 2011г. и 2012г., както и през 2014г. и 2015г. Купата на България е печелена също през 2011г. и 2015г.
През 2011г. ЦСКА драматично печели титлата с две победи във финала срещу Локомотив, като във втората побеждава с 8:7 след две продължения. Първият двубой завършва 10:6 в полза на Армейците. ЦСКА стига до финал за купата с Локомотив след победи над варненските Комодор и Черно море. Във финала Армейците печелят след победа с 11:8.
Във финалния плейоф през 2012г. ЦСКА печели финалната серия с 2:1 срещу столичния Локомотив в басейн „Диана“. В първия мач Локомотив триумфира с 12:5, но ЦСКА надделява в следващите два (14:13 и 9:8), запазвайки шампионската титла.
Ватерполистите на ЦСКА, водени от Йордан Велинов, правят дубъл през 2015г. Три седмици след триумфа за Купата на България - победа над Аква спорт на финала с 16:11, те се окичват със златните медали след две победи над Локомотив Н.Н. с 9:8 и 9:7 във втория мач.
През 2017г. Армейците с треньор Йордан Велинов печелят за последно Купата на България в столичния басейн „Диана“ след победа на финала над варненския Комодор. По пътя към двубоя за титлата червените печелят своята група след три успеха. Те се налагат над Славия с 9:7, побеждават вечния съперник Левски с 12:6 и се справят с Локомотив Н.Нанов с 10:7 гола.
Турнирът за Купата на България през 2018г. в басейн „Диана“ не завършва добре за ЦСКА, който остава шести след загуба в мача за петото място срещу Славия (6:8).
В бургаския басейн „Парк Арена ОЗК“ се провежда финалът на Държавното първенство 2019г. Армейците губят на полуфинала от шампиона Локомотив Н.Н. с 10:7, а в мача за бронзовите медали отборът на „Аква Спорт“ побеждава ЦСКА с 11:9. За купата същата година червените не се класират за финала, завършвайки групата си с победа, равенство и две поражения. Турнирът се провежда в същия басейн в Бургас.
Поради пандемията през 2020г. Купа на България не се провежда, а за първенството ЦСКА не успява да се класира за финалната четворка.
През 2021г. ЦСКА отново става шампион на България, печелейки титлата след категорична победа над Черноморец (Бургас) (13:7) на финала, игран на басейн „Приморски“ във Варна. Преди това на полуфиналите „червените“ надиграват Локомотив Н.Н. с 14:13. За Купата на България, проведена през декември в „Парк Арена ОЗК“ в Бургас, „Армейците" завършват втори, губейки финала от КПС Варна с 10:9. По пътя към трофея червените излизат втори от групата след победа над Славия (9:8), загуба от КПС Варна (4:6) и победа в решаващия за второто място мач с Локомотив Н.Н. (13:11). На полуфинала ЦСКА се налага категорично над първия в другата група Черно море с 14:7.
2022 година започва добре за червените, класирайки се за Суперфиналите, където на полуфинала е победен Аква Спорт след 12-9. След скандално съдийство финалът с КПС Варна е прекратен 2:08 минути преди края при 8-7 за варненци. Наложени са глоби на състезатели на ЦСКА, нелогични за аматьорския характер на водната топка в България.
Целта пред ЦСКА последните години е смяна на поколенията поради голямата възрастова пропаст между опитните състезатели и по-младите.

## Успехи
Държавно първенство по водна топка - 39 пъти (рекорд): 1952, 1961, 1962, 1963, 1964, 1965, 1966, 1969, 1973, 1974, 1975, 1976, 1977, 1979, 1980, 1981, 1982, 1983, 1984, 1985, 1986, 1988, 1989, 1992, 1994, 1995, 1998, 1999, 2000, 2001, 2003, 2005, 2006, 2007, 2011, 2012, 2014, 2015, 2021
 Носител на Купата на България – 31 пъти (рекорд): 2007, 2011, 2015, 2017